# Milium effusum
Espèce
Milium effusum, le Millet des bois, Millet diffus, Mil, Millet sauvage, Millet étalé ou Petit Millet, est une espèce de plante herbacée commune de la famille des Poaceae.
Cette plante est native des forêts humides à fraiches de la zone holarctique.
Elle est broutée par de nombreux mammifères herbivores forestiers (bison, cerf, chevreuil, élan...).

## Habitat

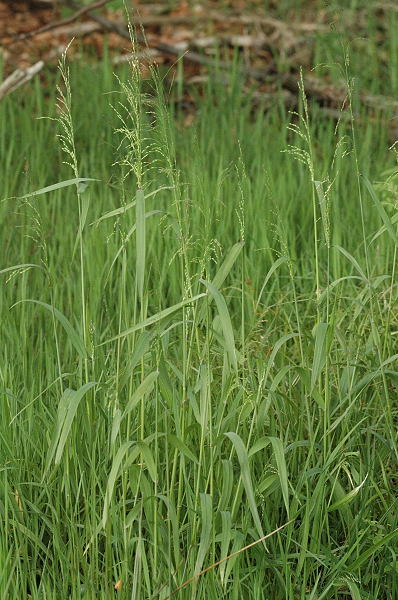
Milium effusum

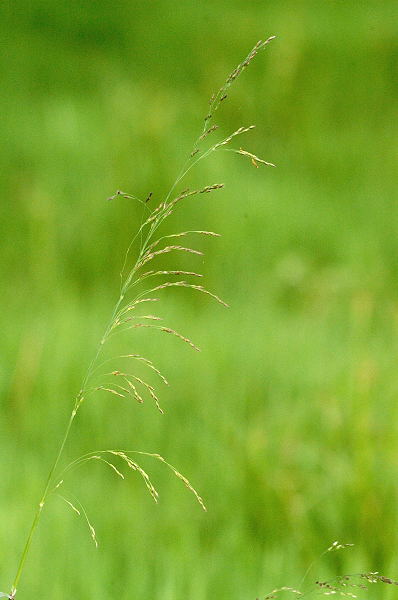
Milium effusum

Dans les zones tempérées de l'hémisphère nord (absente autour de la Méditerranée et de l'ouest et du sud-ouest des États-Unis).
Cette plante est présente en touffes ou tapis dans les prés et prairies, dans les sous-bois éclairés de bois et forêts, sur les ourlets forestiers ou bocagers, sur les talus, bords de chemins, berges et fossés.
Elle peut apparaître spontanément dans les jardins, dans les gazons ombragés abandonnés ou faisant l'objet d'une gestion différentiée pour y accueillir plus de biodiversité. Dans le canton de Vaud, l'hêtraie associée à Milium effusum forme l'association végétale hêtraie à Millet (N° 140).

## Description
Herbacée vivace et glabre, à souche émettant de courts stolons ;
- Hauteur : 50 cm à 1 mètre et plus ;
- Tige : dressée et lisse ainsi que les gaines ;
- Feuilles : assez longues et larges de 6-12 mm, rudes aux bords (parfois coupantes) ;
- Ligule : oblongue ;
- Panicule : pyramidale, longue de 15 à 25 cm, lâche, verte à violacée, à rameaux étalés, à la fin réfléchis, peu rudes ;
- Fleur : floraison de mai à août ; en épillets écartés, ovoïdes, longs de 3-4 mm ;
- glumes ovales-aiguës, trinervées, presque lisses ; glumelle inférieure subaiguë ;
- caryopse convexe sur les deux faces, et de couleur noirâtre.

### Variétés
- Un cultivar aureum, jaune est commercialisé pour des effets décoratifs dans les massifs ou pots.

## Systématique
Le nom scientifique complet (avec auteur) de ce taxon est Milium effusum L..
Ce taxon porte en français les noms vernaculaires ou normalisés suivants : Millet des bois, Millet diffus,,, Mil, Millet sauvage,,, Millet étalé,,, petit Millet.
Milium effusum a pour synonymes :
- Agrostis effusa (L.) Lam.
- Alopecurus effusus Link ex Kunth
- Decandolia effusa (L.) T.Bastard
- Melica effusa (L.) Salisb.
- Miliarium effusum (L.) Moench
- Milium adscendens Roxb.
- Milium alpicola (Chrtek) Landolt
- Milium confertum L.
- Milium dubium Jacquem. ex Hook.f.
- Milium effusum var. alpicola (Chrtek) Soó
- Milium effusum subsp. alpicola Chrtek
- Milium effusum subsp. cisatlanticum (Fernald) A.Haines
- Milium effusum var. cisatlanticum Fernald
- Milium effusum f. lerchenfeldianum (Schur) Morariu
- Milium nepalense Nees
- Milium transsilvanicum Schur
- Milium willdenowii Lojac.
- Paspalum effusum (L.) Raspail